# Beringstedt
Beringstedt település Németországban, Schleswig-Holstein tartományban. Lakosainak száma 744 fő (2023. december 31.).

## Népesség
A település népességének változása:
| Lakosok száma | 732  | 740  | 730  | 734  | 732  | 743  | 744  |
|               | 1975 | 2014 | 2017 | 2019 | 2021 | 2022 | 2023 |